# 格雷戈里亚·耶蘇
格雷戈里亚·德·耶蘇（Gregoria de Jesús，1875年5月9日-1943年3月15日）菲律宾的独立活动家，革命家。菲律宾臨時革命政府的副主席（1896年-1897年），菲律宾臨時政府主席安達斯·波尼斯奧的繼夫人。1897年安達斯的暗杀事件之后她在1898年胡里奥·纳科皮和再婚。她在安達斯·波尼斯奧生1男，胡里奥·纳科皮生男女8人。